# Oytier-Saint-Oblas
 Oytier-Saint-Oblas  es una población y comuna francesa, en la región de Ródano-Alpes, departamento de Isère, en el distrito de Vienne y cantón de Heyrieux.

## Demografía
| 503 | 550 | 558 | 686 | 1022 | 1353 | 1506 | 1580 |
| Para los censos de 1962 a 1999 la población legal corresponde a la población sin duplicidades (Fuente: INSEE [Consultar]) |     |     |     |      |      |      |      |